# Casa Memorială „Mihail Sadoveanu” din Fălticeni
Casa memorială „Mihail Sadoveanu” din Fălticeni este un muzeu memorial înființat în anul 1987 în municipiul Fălticeni, județul Suceava, în casa în care a trăit între 1909-1918 scriitorul român Mihail Sadoveanu. Casa a fost construită la începutul secolului al XX-lea și se află situată pe Strada Ion Creangă nr. 68, în cartierul Oprișeni.
Casa lui Mihail Sadoveanu a fost inclusă pe Lista monumentelor istorice din județul Suceava din anul 2015 la numărul 482, având codul de clasificare  SV-III-m-B-05681.

## Istoric
Imobilul care astăzi are destinația de casă memorială a fost construit în anul 1908 după planurile scriitorului Mihail Sadoveanu (1880-1961), pe locul cumpărat de la fiica farmacistului Carol Vorel, văduva inginerului Engel, care construise linia ferată dintre Dolhasca și Fălticeni. În „casa din deal”, așa cum mai era cunoscută datorită poziționării, Sadoveanu a locuit și a creat timp de nouă ani, între 1909 și 1918.
La Fălticeni, scriitorul și-a petrecut adolescența, tinerețea și primii ani ai maturității. Avea 38 de ani când a plecat din Fălticeni și o treime din întreaga sa operă este scrisă aici. În această casă au fost scrise: Povestiri de seară și Genoveva din Brabant în 1910, Apa morților în 1911, Un instigator și Bordeienii în 1912, Priveliști dobrogene în 1914, Neamul Șoimăreștilor în 1915, 44 de zile în Bulgaria în 1916 și, în sfârșit, File însângerate în 1917.

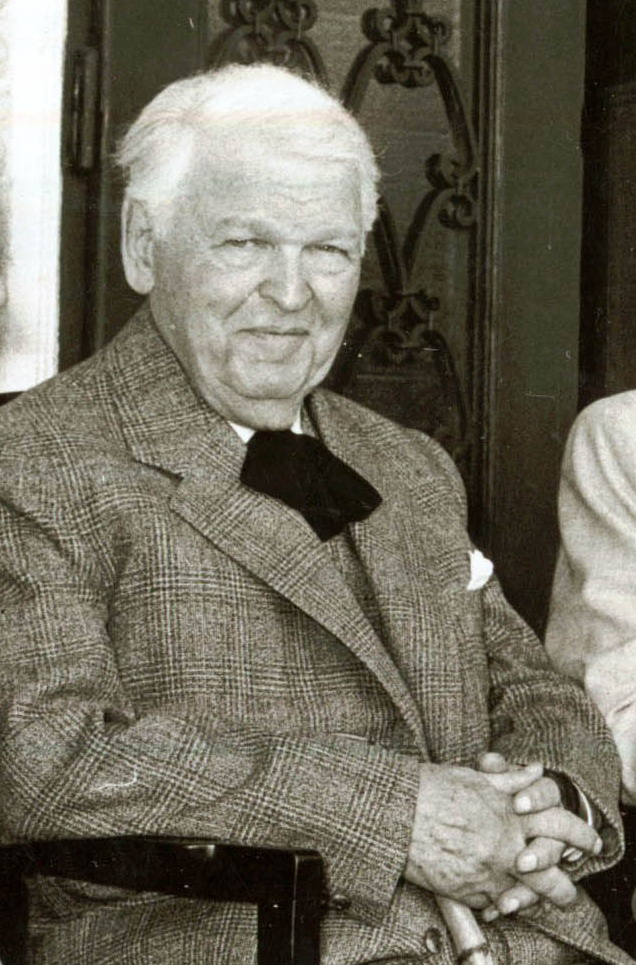
Mihail Sadoveanu

În 1897, pe când se afla în ultimul an la Gimnaziul „Alecu Alecsandru Donici” din Fălticeni, Mihail Sadoveanu a publicat pentru prima oară, sub pseudonimul literar „Mihai din Pașcani”, o schiță intitulată Domnișoara M. din Fălticeni, în ziarul umoristic Dracul din București.
În 1908, când s-a constituit Societatea Scriitorilor Români, Mihail Sadoveanu a fost ales vicepreședinte, iar în 1910, când la Fălticeni a luat ființă Societatea Corală „Nicu Gane”, scriitorul a devenit președintele ei. După plecarea la Iași, venirea și șederea lui Mihail Sadoveanu la Fălticeni de atunci, de dinainte și de după aceea, au însemnat întotdeauna, așa cum el însuși o mărturisește, „călătoria cea mai mare la locurile sfinte de curățenie și de ispășire.”
La 16 noiembrie 1930, cu prilejul sărbătoririi, la Fălticeni, a vârstei de 50 de ani, Mihail Sadoveanu a scris în cartea de aur a Liceului „Nicu Gane”: „Revăd cu emoție orașul copilăriei și al amintirilor.” Cu același prilej a rostit și următorul discurs: „La Folticeni am băut apa vie a sufletului românesc, pe care n-am uitat-o nici până azi. În ea se va răsfrânge până la moarte toată taina sufletului meu. Darul cu care m-a înzestrat Dumnezeu, nu se datorește mie, ci părinților mei. Împrejurările și pitorescul locurilor, munții și apele, natura încântătoare și poporul, toate au creat ceea ce dumneavoastră sărbătoriți azi. Să mulțumim lui Neculce și lui Creangă, poporului și părinților mei, să slăvim natura, care au contribuit la înzestrarea darului meu.” În cadrul acestei sărbători, scriitorul Mihail Sadoveanu, membru al Academiei Române din 1923, a fost proclamat cetățean de onoare al orașului Fălticeni, iar fostei străzi Sfântul Nicolae din localitate i s-a atribuit numele său. În august 1961, Sadoveanu, deși bolnav, a venit la Fălticeni pentru ultima oară.
În anul 1987 casa în care a locuit Mihail Sadoveanu a fost transformată în muzeu memorial. Aici sunt expuse documente, cărți, fotografii și obiecte personale care au aparținut scriitorului. În fiecare an, în luna noiembrie, în semn de omagiu, iubitorii operei sadoveniene se întâlnesc la Fălticeni în cadrul „Zilelor Sadoveanu”.